# Pulpite
La pulpite è l'infiammazione della polpa del dente.

## Sintomi
- Il sintomo più frequente è l'aumento di sensibilità del dente agli stimoli termici o a cibi contenenti alte quantità di zuccheri ed alla masticazione. Nei casi più gravi il dolore è spontaneo e pulsante,  continuo, generalmente mal localizzato e talvolta difficilmente riferibile correttamente al dente affetto.
- Nella pulpite necrotica, dove la polpa muore, non esiste più la sensibilità agli stimoli termici che viene sostituita da dolore alla percussione e alla masticazione, caratteristico della parodontite apicale.

## Cause
- La causa più frequente è il processo carioso che quando si avvicina alla polpa provoca processi infiammatori causati dalla presenza di batteri. Il metabolismo batterico provoca infatti modifiche ai fluidi dentinali e libera tossine che possono raggiungere la polpa tramite i tubuli dentinali.
- I traumi dentari, con frattura dell'elemento, possono esporre direttamente la polpa, con una prognosi che varia in funzione dell'età del paziente, del tempo intercorso tra la frattura e l'intervento medico e soprattutto della rapidità con cui i batteri colonizzano la polpa.
- I traumi dentari, con lussazione dell'elemento, comportano la lesione del fascio vascolo-nervoso. Il dente, fuoriuscito dal suo alveolo, andrà conservato in soluzione fisiologica, e specialmente nel caso in cui sia un dente giovane portato rapidamente dal dentista. I denti che non hanno ancora completato la loro maturazione possono infatti essere reimpiantati con successo. Viceversa i denti maturi, una volta reimpiantati, dovranno comunque essere devitalizzati.
- Una causa più rara sono gli stimoli termici eccessivi. Essi sono legati principalmente ad incremento termico e si determinano soprattutto per cause iatrogene, cioè se il dentista non utilizza il getto aria-acqua per raffreddare la fresa con cui lavora sul dente contrastando l'innalzamento della temperatura.
- Anche traumi cronici possono portare alla necrosi. Per esempio il bruxismo e le forze della masticazione scorrette e non bilanciate comuni alle malocclusioni dentarie.

## Patogenesi
Quando i batteri raggiungono la polpa si ha l'infezione, che può essere acuta o cronica. La forma acuta segue l'iperemia, è inizialmente sierosa, caratterizzata da una vasodilatazione sempre più intensa ed un rallentamento della circolazione ematica, con conseguente edema e infiltrazione leucocitaria (eosinofili e polimorfonucleati neutrofili) per diapedesi.
- Le alterazioni della parete vasale da parte delle tossine batteriche e degli enzimi proteolitici liberati dagli odontoblasti insieme a bradichinina e istamina, provocano la formazione di microascessi, e trasformano l'infiammazione da sierosa a purulenta.
- L'estensione di tali ascessi, favorita dalla marcata riduzione del drenaggio a causa della congestione pulpare causata dall'edema che non trova sfogo poiché entro la struttura rigida dentaria, provoca la necrosi della polpa.
- Nel caso in cui prevalgano germi anaerobi la pulpite sarà gangrenosa, e la polpa verrà trasformata in una massa amorfa di detriti.
- Quando la pulpite si verifica a carico di un dente estremamente distrutto dalla carie, il processo infiammatorio può essere di tipo produttivo, con una iperplasia che porta alla formazione di una massa vegetante detta polipo, riccamente vascolarizzata. In questo caso, la struttura in questione è poco innervata, pertanto non tende ad apparire dolore. Tale fenomeno si presenta più frequentemente in "denti giovani" nei quali non è ancora avvenuta la chiusura apicale.

## Terapia
- L'iperemia pulpare è reversibile: è sufficiente allontanare lo stimolo, generalmente rappresentato dalla carie e ricostruire l'elemento, garantendo nuovamente la protezione alla polpa.

- Per le pulpiti conclamate, indipendentemente dalla causa, la terapia è rappresentata dalla  rimozione della polpa irreversibilmente infiammata cioè dalla pulpectomia che deve essere fatta dallo specialista. La sola assunzione di analgesici non può che risolvere la sintomatologia acuta della pulpite ma non porta alla guarigione della polpa infiammata che è sempre compromessa irreversibilmente.

## Complicazioni
- Parodontite apicale acuta: la parodontite apicale, più che una complicanza, è la naturale evoluzione acuta della pulpite. Mentre all'interno della camera pulpare la flogosi, instaurata come meccanismo di difesa si rivela distruttiva per i tessuti, a livello periapicale prevale l'effetto di contenimento dell'infenzione. La caratteristica principale è la sensibilità alla percussione, che varia da leggera dolenzia fino ad un dolore lancinante a seguito dei contatti occlusali.

- Ascesso apicale: la disintegrazione dei tessuti periapicali può produrre una raccolta localizzata di pus, con un aumento del dolore che si fa via via continuo, pulsante, spesso accompagnato da febbre. Qualora l'ascesso riesca a trovare una via drenante, il processo cronicizza poiché periodicamente il pus fuoriesce tramite fistole mucose o cutanee, attenuando temporaneamente la pressione e quindi la sintomatologia.

- Granuloma apicale: in base alle difese individuali e alla carica batterica responsabile della pulpite, quando il processo si sposta a livello apicale può cronicizzare con formazione di un tessuto di granulazione, in cui si forma una sorta di equilibrio tra il fronte batterico e una zona infiammataria riccamente vascolarizzata costituita da fibroblasti, plasmacellule, linfociti, macrofagi e altre cellule infiammatorie. In seguito ad un corretto trattamento endodontico, lentamente si ottiene la guarigione.

- Cisti radicolare: nella zona periapicale si possono trovare residui cellulari del Malassez, ovvero cellule epiteliali che partecipano all'odontogenesi che talvolta anziché degenerare rimangono intrappolate in sede apicale. In seguito a stimoli infettivi o traumatici, queste cellule possono proliferare e organizzarsi in una piccola sfera di tessuto epiteliale (cisti) che tende lentamente ad ingrandirsi entro la compagine ossea.